# Musa 1. af Mali
Musa Keita 1. af Mali eller Mansa Musa (cirka 1280 – cirka 1337) var den niende Mansa ("Kongernes Konge" eller "Kejser") i det velhavende Malirige. Da han kom på tronen i 1312, bestod Maliriget af områder som tidligere tilhørte Ghanariget i det nuværende sydlige Mauretanien og i Melle (Mali) og de omkringliggende områder. Musa havde mange titler, bl.a. emir af Melle, minernes herre i Wangara, erobrer af Ghanata og mindst et dusin andre. 
Han var  muslim og lod moskeer opføre rundt om i sit rige for at sprede islam til folket. Under hans regeringstid blev Timbuktu en betydelig by i den muslimske verden. Han udvidede riget og indførte et fælles lovgivnings- og handelssystem og regnes som en af Afrikas største statsmænd og endog den rigeste gennem tiderne.
Hans pilgrimsfærd til Mekka 1324 var berømt. Det siges, at han ankom til Kairo med en karavane på 60.000 personer og 80 kameler lastet med to tons guld, som han delte ud blandt byens fattige, hvad der fik guldprisen til at falde markant i årtier. Det førte til, at han blev kendt på kort, hvor han i 1375 afbildedes  siddende på en trone med en guldklump i højre hånd.
Efter hjemkomsten fra rejsen til Mekka og Medina, hvorfra han medbragte mange lærde, voksede Timbuktus betydning som religiøst og kulturelt videncenter. Mange af de bygninger, som han lod opføre, står i dag som Djingareybermoskéen.